# Mámoas de As Cabanas
Les Mámoas de As Cabanas (également connu sous le nom de Mámoas de Moura) sont des dolmens situés dans la paroisse de Moura de la commune de Nogueira de Ramuín, dans la province d'Ourense, en Galice.
Le mot Mámoa (es) est utilisé dans le nord-ouest de la péninsule ibérique pour désigner les tumulus funéraires caractéristiques du Néolithique.

## Description
Ce site mégalithique est un groupe de sept tumulus datant d'entre 4500 et 2000 av. J.-C. situé dans un endroit élevé (750 m) et dégagé. Quatre d'entre eux conservent les vestiges de leur chambre funéraire, les autres ont été dévastés. 
Il a été déclaré Bien d'intérêt culturel en 2011 sous le code GA36026008 .

## Galerie

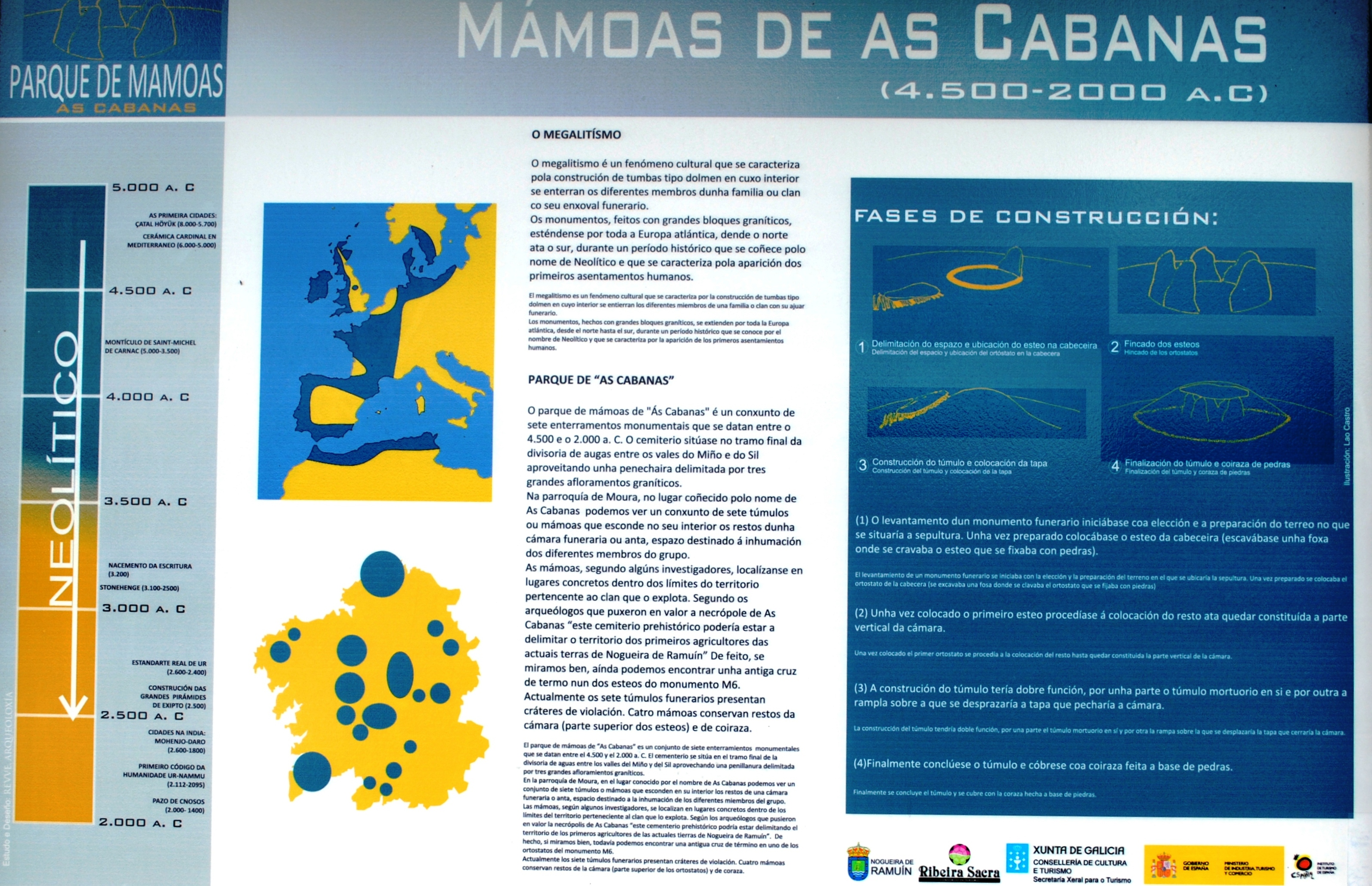
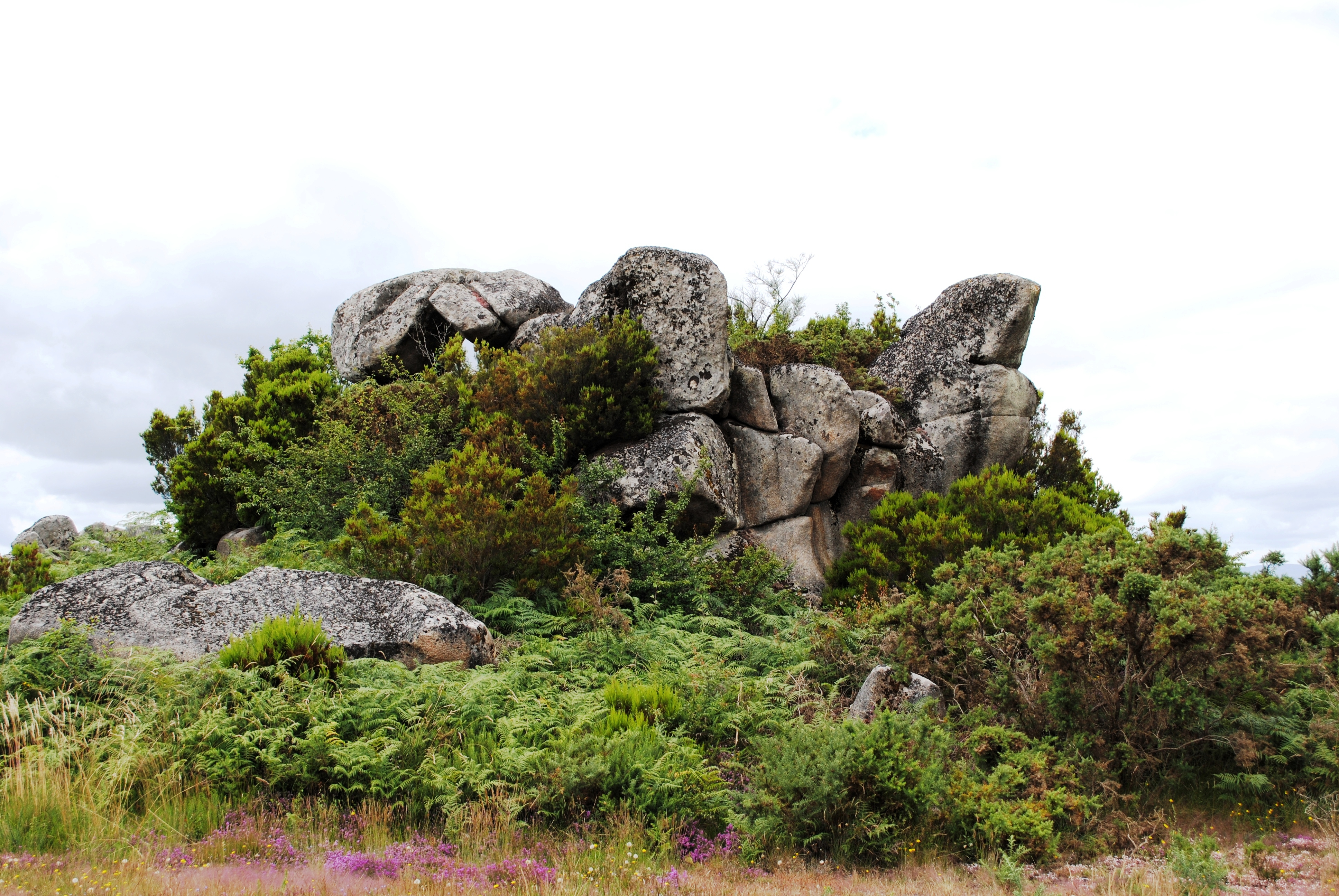
Mámoas das Cabanas n°2.
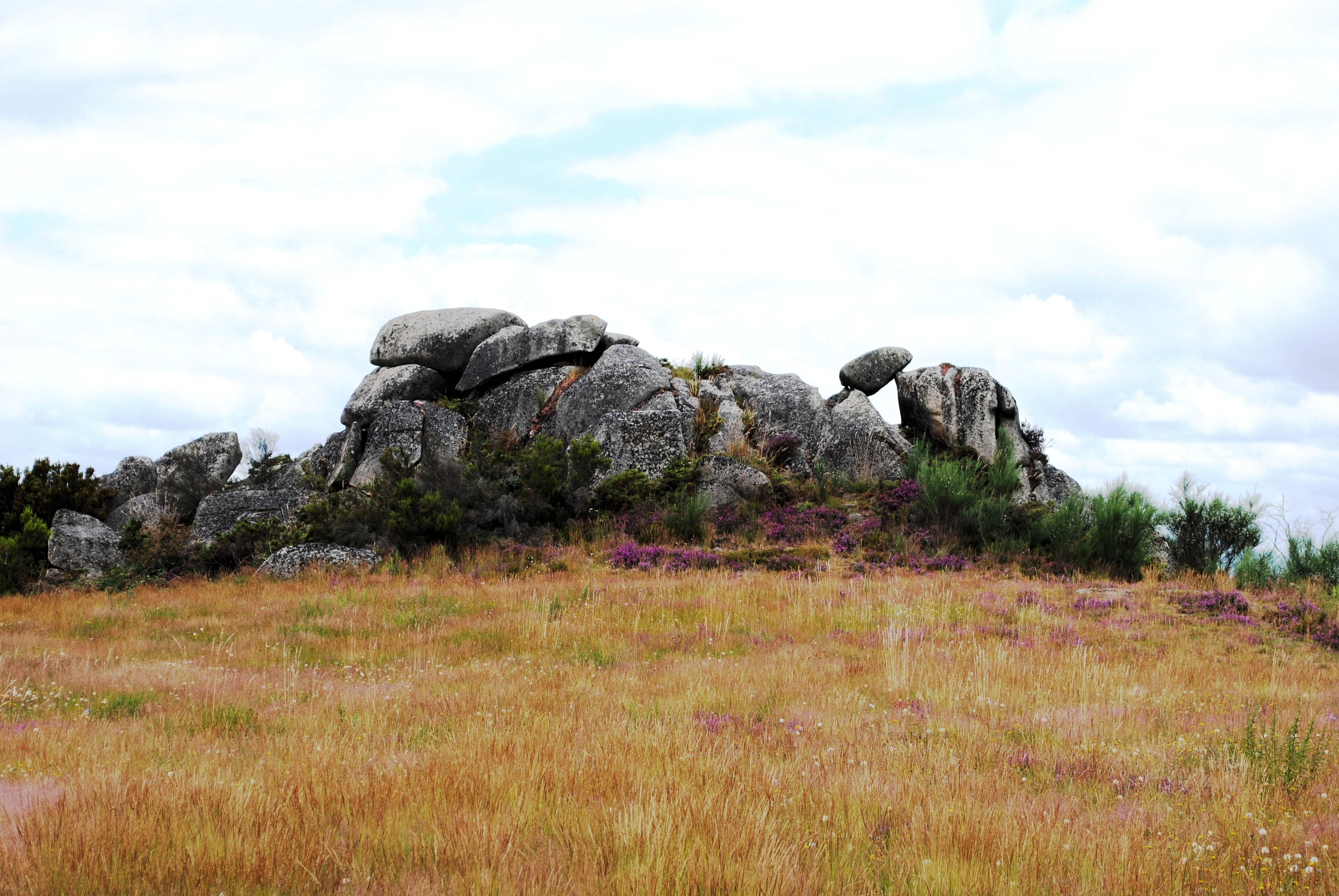
Mámoas das Cabanas n°3.
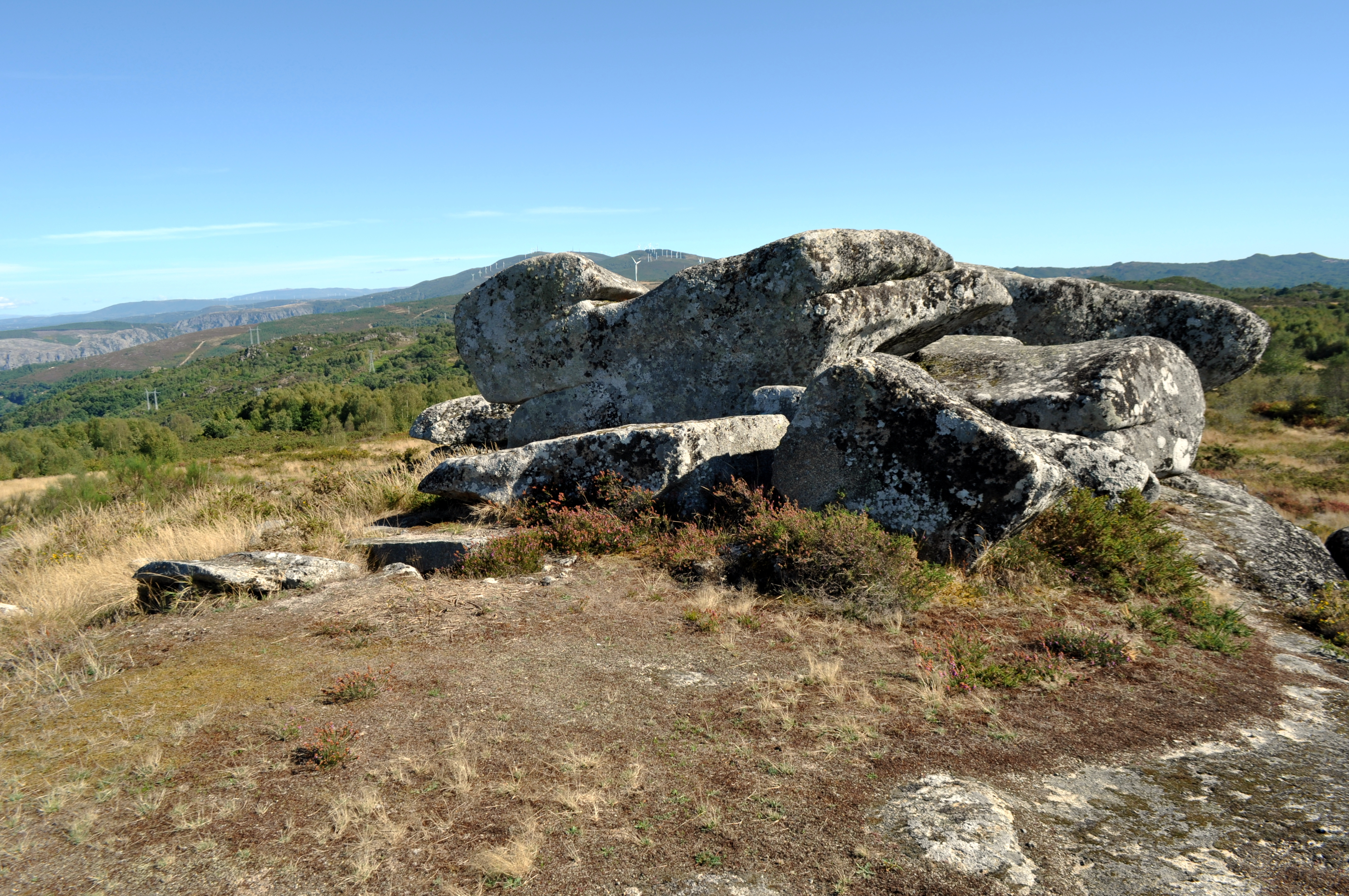
Mámoa O Moura n°5.

### Liens connexes
- Liste des sites mégalithiques en Galice